# Neogonodactylus oerstedii
Neogonodactylus oerstedii är en kräftdjursart som först beskrevs av Hansen 1895.  Neogonodactylus oerstedii ingår i släktet Neogonodactylus och familjen Gonodactylidae. Inga underarter finns listade i Catalogue of Life.

## Bildgalleri

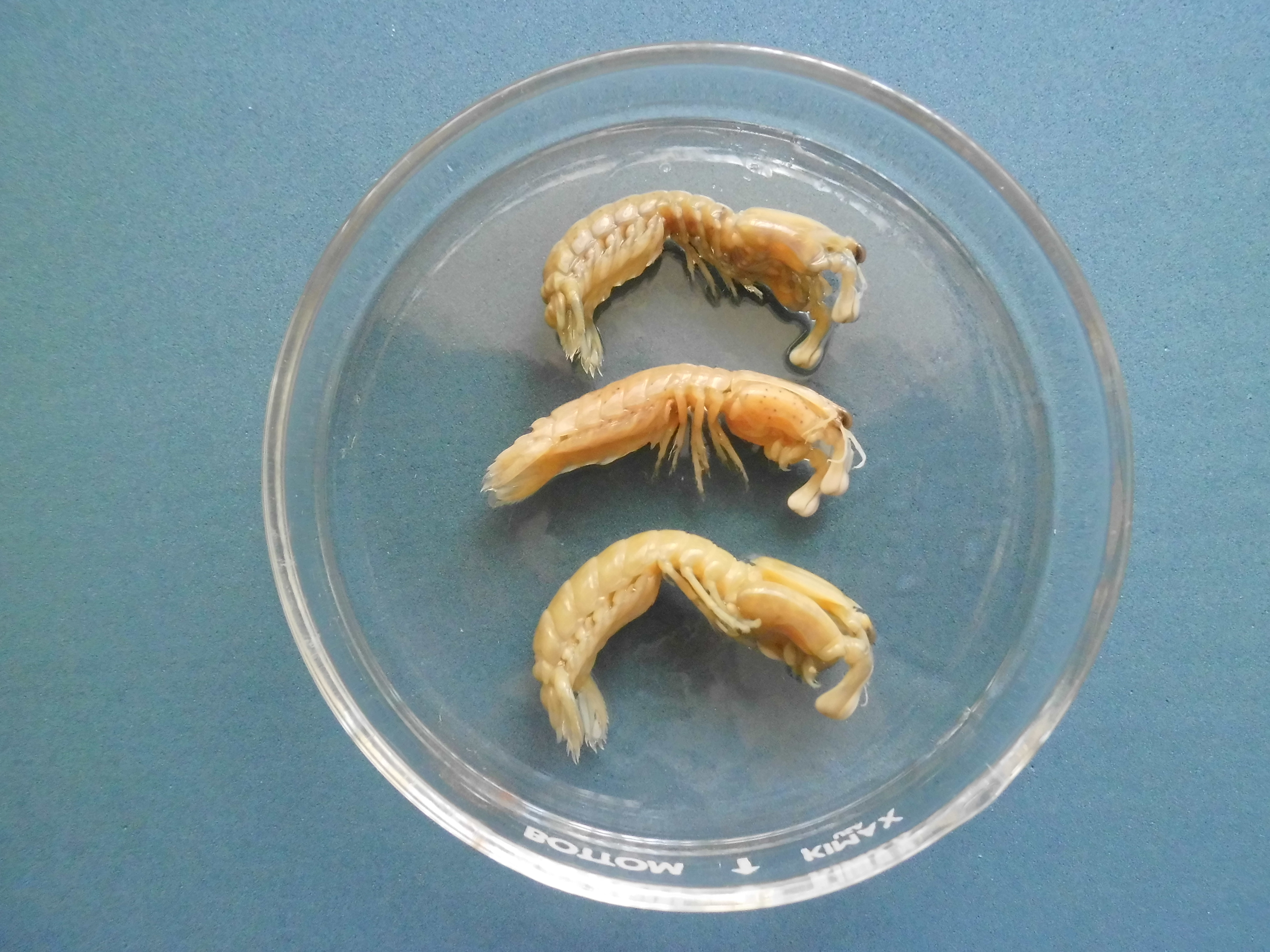
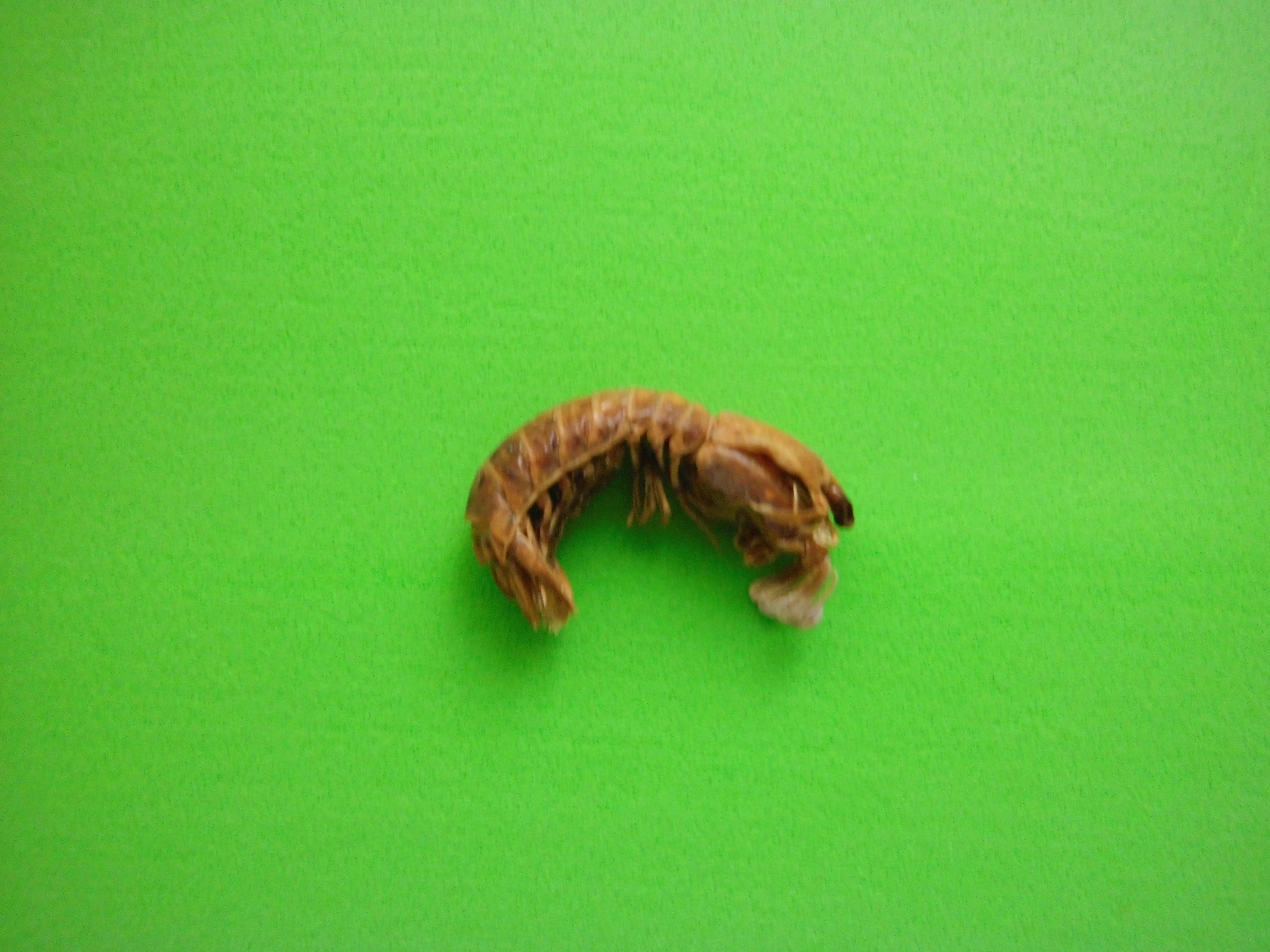
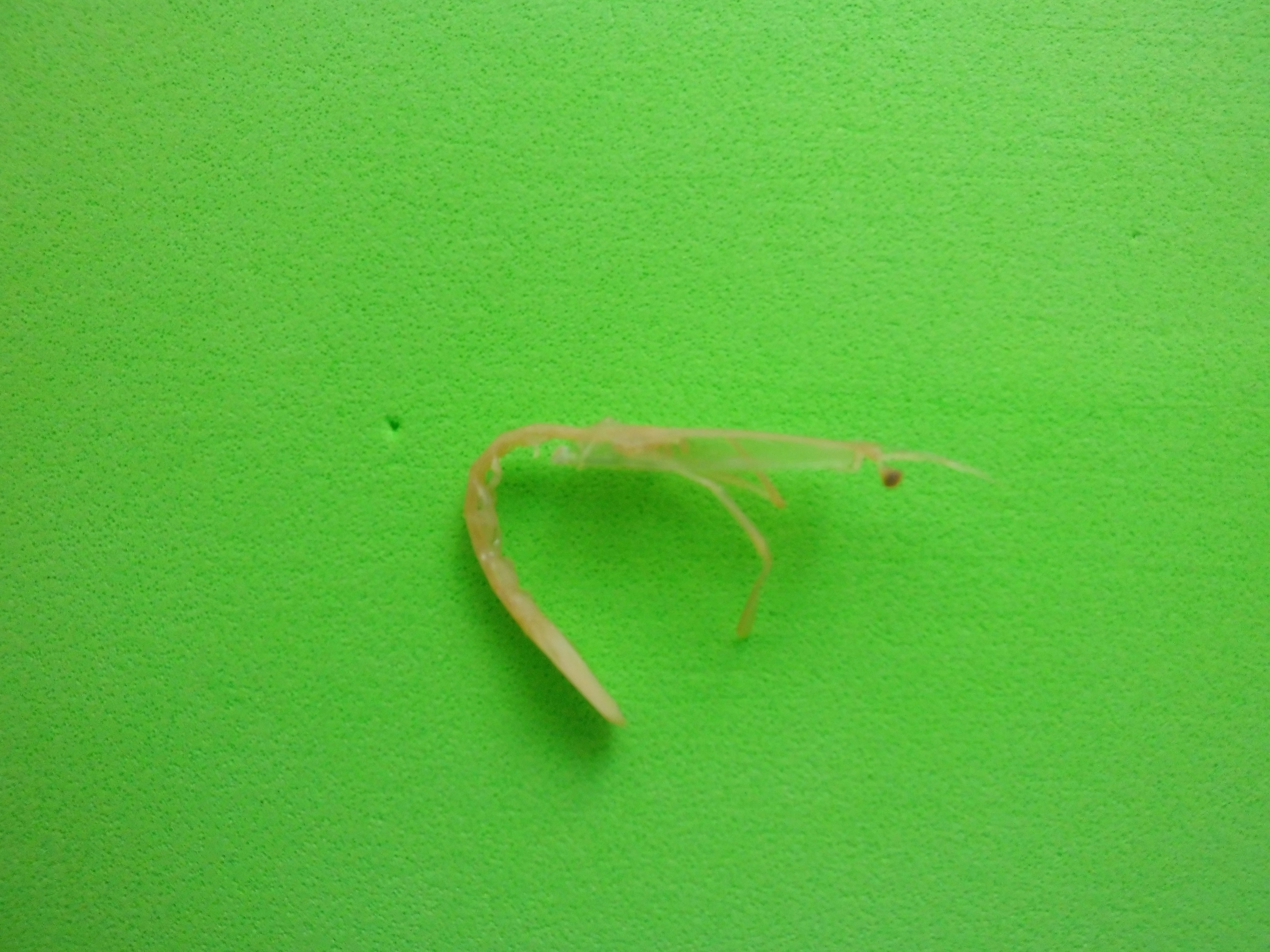